# Kaskajaure (Jokkmokks socken, Lappland, 737340-165789)
Kaskajaure är en sjö i Jokkmokks kommun i Lappland och ingår i Luleälvens huvudavrinningsområde. Sjön har en area på 0,188 kvadratkilometer och ligger 523,2 meter över havet. Kaskajaure ligger i Udtja Natura 2000-område.

## Delavrinningsområde
Kaskajaure ingår i det delavrinningsområde (738793-165395) som SMHI kallar för Mynnar i Pärlälven. Medelhöjden är 448 meter över havet och ytan är 72,73 kvadratkilometer. Det finns ett avrinningsområde uppströms, och räknas det in blir den ackumulerade arean 95,08 kvadratkilometer. Akkojåkkå som avvattnar avrinningsområdet har biflödesordning 4, vilket innebär att vattnet flödar genom totalt 4 vattendrag innan det når havet efter 222 kilometer. Avrinningsområdet består mestadels av skog (64 procent) och sankmarker (36 procent). Avrinningsområdet har 0,53 kvadratkilometer vattenytor vilket ger det en sjöprocent på 0,7 procent.